# Cirsodes yungaria
Cirsodes yungaria là một loài bướm đêm trong họ Geometridae.